# Nimaviridae
Nimaviridae (WSS) és una família de virus bicatenaris que infecten els crustacis de la família Penaeidae. Produeix una malaltia que mata aquests crustacis ràpidament i que s'encomana. En explotacions d'aqüicultura de tot el món pot matar tots els crustacis en pocs dies.

La primera epidèmia es va detectar a Taiwan el 1992, però va ser a la Xina continental des de 1993, on va portar a un col·lapse en la producció d'aquest tipus de crustacis. Després es va estendre al Japó i Corea, Tailàndia, Índia Malàisia i Amèrica i ara està estesa a totes les zones d'aqüicultura de crustacis del món excepte Austràlia..
També pot afectar en diversa intensitat a altres crustacis.
Els símptomes són una sobtada reducció de l'alimentació, letargia, pèrdua de cutícula, possible decoloració i taques blanques de 0,5 a 2 mil·límetres.
La malaltia es transmet principalment per via oral per l'aigua i d'altres animals infectats. El virus també està present en crustacis en llibertat però no s'han observat mortalitats massives en crustacis silvestres.
No es disposa encara de tractament.